# Бахмацький районний історичний музей
Бахмацький історичний музей — районний краєзнавчий музей у місті Бахмач. Заснований 4 серпня 1960. Директор — Тетяна Стрикун. Сім штатних одиниць.

## Історія
Засновано на основі приватної колекції шкільного вчителя Миколи Яременка. Він же був його директором понад 20 років. 1980 музею присвоєно звання народного. 1982, після смерті засновника, музей переїхав до одноповерхової будівлі кінця XIX століття.
З 2005 музей має статус районного.

## Експозиції
Експозиція музею (від найдавніших часів до сучасності. Розташована у 6 залах Фондова колекція — 8222 предметів основного, 10295 — науково-допоміжного фондів. Існує окремий фонд археологічних знахідок.

### Іконопис
В музейній збірці — іконопис XVII–XIX століття. 3 серпня 2012 року, після реставрації в Національному науково-дослідному реставраційному центрі, представлені ікони Стрітення. Слобожанщина. XVIII ст. та Собор Пресвятої Богородиці (Всех скорбящих радость) XIX ст.

### Українська хата
Колекція музею багата на предмети українського побуту: вишиті рушники, традиційний одяг станових козаків і козачок колишнього Ніжинського та Прилуцького полку, побутові предмети.

### Побут XIX-ХХ століття
Музей збирає кераміку XIX–XXI ст., меблі XIX–XX ст., які експонуються. Частина експонатів — даровані.

### Художня творчість
Музей має дві виставкові зали, в яких представлені художні твори.

### Спецпроєкти
Працівники музею проводять дослідження про німецькі поселення в Україні II половини XVIII–I половини XX. За матеріалами наукової конференції «Німецькі поселення в Україні II половини XVIII ст. — I половини XX ст.» видано науковий збірник.
З'явились нові матеріали про бої Чехословацького корпусу на Бахмаччині в березні 1918 року.

### Новинки
У 2000-их роках в експозиції представлені теми, цензуровані в часи совєцької окупації: Батурин як Гетьманська столиця, шляхетські маєтки, сталінський Голодомор-Геноцид 1932–1933 років, політичний терор з боку комуністів 1937–1938, долі остарбайтерів і військовополонених під час Другої Світової війни, релігійне життя Бахмаччини.
Також представлені теми Чорнобильської катастрофи, доля територій Бахмацького району в період совєцької окупації (1943–1991), видатні люди Бахмаччини.

## Додаткова інформація
Музей працює щодня, крім неділі з 8.00 до 17.00.